# Olivier Sarkozy
Pierre Olivier Sarkozy (Boulogne-Billancourt, 26 de mayo de 1969) es un banquero francés que reside en Estados Unidos. Su medio hermano es Nicolas Sarkozy, el expresidente de Francia.

## Juventud
Nacido en Francia, Sarkozy es hijo de Pal Sarkozy de Nagy-Bocsa y de Christine de Ganay, por lo que tiene, respectivamente, ascendencia húngara y francesa. La familia "Sarkozy de Nagy-Bocsa" recibió la nobleza el 10 de septiembre de 1628 donada por el emperador Fernando II de Habsburgo, también rey de Hungría. Su padre había estado casado previamente y había tenido tres hijos con su primera esposa, entre los cuales se encuentra el expresidente francés Nicolas Sarkozy, y con los cuales Olivier se reunía periódicamente durante su primera infancia. De Ganay se divorció de Pal Sarkozy y, a continuación, se casó con un diplomático estadounidense, cuando Sarkozy tenía 7 años. Desde entonces, pasó el resto de su infancia y adolescencia fuera de Francia, viviendo en Zambia, en Egipto y en un internado en el Reino Unido. Más tarde estudió en la Universidad de Saint Andrews, donde obtuvo una maestría en historia medieval. 

## Carrera
En 1990 Sarkozy fue contratado por el banco de inversión estadounidense Dillon, Read & Co. Dejó tres años más tarde la firma para unirse al Credit Suisse First Boston (CSFB), donde ocupó varios puestos de alto nivel, entre ellos el de director general en el Grupo de Instituciones Financieras.
En enero de 2002 se unió al UBS Investment Bank, donde fue codirector mundial de los servicios financieros internacionales, y fue el consejero principal de importantes adquisiciones, valoradas en varios millones de dólares.
El 3 de marzo de 2008, fue nombrado director general y corresponsable de los Servicios Financieros Internacionales (Global Financial Services Group) del grupo Carlyle.
Es miembro de los Consejos de Administración de BankUnited, Butterfield Bank, Duff & Phelps y TCW Group.

## Vida personal
En la década de 1990, Sarkozy se casó con Charlotte Bernard, una escritora de moda independiente y autora de libros para niños, que se había criado en París. Ofició la ceremonia su medio hermano, Nicolás, que era entonces alcalde de Neuilly-sur-Seine. Permanecieron casados 14 años, durante los cuales tuvieron dos niños, pero se separaron en 2010 y se divorciaron al año siguiente.
Sarkozy empezó una relación con actriz Mary-Kate Olsen en mayo de 2012. Se casó con la actriz el 27 de noviembre de 2015 y ambos vivían en una residencia privada en Nueva York. Anunciaron su divorcio en mayo de 2020.